# 대한민국 형법 제332조
대한민국 형법 제332조는 강도와 절도 상습범에 대한 형법각칙의 조문이다. 상습절도, 상습특수절도(상습특수절도 및 상습합동특수절도), 상습 자동차등 불법사용죄 등을 규정한다.

## 조문
제332조(상습범) 상습으로 대한민국 형법 제329조 내지 대한민국 형법 제331조의2의 죄를 범한 자는 그 죄에 정한 형의 2분의 1까지 가중한다.

## 참조조문
대한민국 형법 제329조 (절도) 타인의 재물을 절취한 자는 6년 이하의 징역 또는 1천만원 이하의 벌금에 처한다.

대한민국 형법 제330조 (야간주거침입절도) 야간에 사람의 주거, 관리하는 건조물, 선박, 항공기 또는 점유하는 방실(房室)에 침입하여 타인의 재물을 절취(竊取)한 자는 10년 이하의 징역에 처한다.

대한민국 형법 제331조(특수절도) ① 야간에 문이나 담 그 밖의 건조물의 일부를 손괴하고 제330조의 장소에 침입하여 타인의 재물을 절취한 자는 1년 이상 10년 이하의 징역에 처한다.
② 흉기를 휴대하거나 2명 이상이 합동하여 타인의 재물을 절취한 자도 제1항의 형에 처한다.

대한민국 형법 제331조의2(자동차등 불법사용) 권리자의 동의없이 타인의 자동차, 선박, 항공기 또는 원동기장치자전거를 일시 사용한 자는 3년 이하의 징역, 500만원 이하의 벌금, 구류 또는 과료에 처한다.

## 판례
- 특정범죄 가중처벌 등에 관한 법률 제5조의4 제5항에서 정한 ‘징역형’에 형법 제332조 상습절도죄로 처벌받은 전력도 포함된다[1]
- 형법 제329조부터 제331조까지의 죄를 상습으로 범한 형법 제332조의 상습절도죄가 범죄수익은닉의 규제 및 처벌 등에 관한 법률 제2조 제1호 [별표]에서 정한 ‘중대범죄’에 해당한다.[2]
- 형법 제332조에 규정된 상습절도죄를 범한 범인이 범행의 수단으로 주간에 주거침입을 한 경우, 주간 주거침입행위가 별개로 주거침입죄를 구성한다.[3]
- 상습적으로 형법 제330조의 죄를 범한 사람을 형법 제332조, 제330조보다 중하게 처벌하는 특정범죄 가중처벌 등에 관한 법률 제5조의4 제1항 중 형법 제330조에 관한 부분이 헌법의 기본원리나 평등원칙에 어긋날 수 있다.[4]

## 참고 문헌
- 김재윤, 손동권, 새로운 형법각론, 율곡출판사, 2013. ISBN 978-89-974283-4-2

## 같이 보기
- 대한민국 형법 제335조
- 야간주거침입죄
- 준특수강도죄
- 강도치상죄